# Mahavira
Vardhamāna Mahāvīra (वर्धमान महावीर); Vaishali, 12 aprile 599 a.C. – Pawapur, 527 a.C. (secondo alcuni studiosi 549 a.C.-477 a.C.) è stato un filosofo e asceta indiano, 24º e ultimo Tīrthaṃkara, fondatore del giainismo.
Mahavira, noto anche come Vardhamāna, era il ventiquattresimo tirthankara ("attraversatore del guado") che rivitalizzava il jainismo. Espose gli insegnamenti spirituali, filosofici ed etici dei precedenti tirthankara dall'era remota del pre-vedico. Nella tradizione Jain, si ritiene che Mahavira sia nato nella prima parte del VI secolo aC in una famiglia reale di Kshatriya nell'attuale Bihar, in India. Abbandonò tutti i beni terreni all'età di 30 anni e lasciò la casa alla ricerca del risveglio spirituale, diventando un asceta. Mahavira praticò intensa meditazione e severe austerità per 12 anni, dopo di che si è creduto di aver raggiunto Kevala Jnana (onniscienza). Predicava per 30 anni e si crede che i Jain abbiano raggiunto la moksha nel VI secolo aC, anche se l'anno varia a seconda della setta. Studiosi come Karl Potter considerano la sua biografia incerta; alcuni suggeriscono che visse nel V secolo aC, contemporaneamente al Buddha. Mahavira raggiunse il nirvana all'età di 72 anni e il suo corpo fu cremato.
Dopo aver raggiunto il Kevala Jnana, Mahavira ha insegnato che l'osservanza dei voti di ahimsa (non violenza), satya (verità), asteya (non rubare), brahmacharya (castità) e aparigraha (non attaccamento) è necessaria per la liberazione spirituale. Ha insegnato i principi di Anekantavada (realtà a molti lati): syadvada e nayavada. Gli insegnamenti di Mahavira furono compilati da [Indrabhuti Gautama (il suo principale discepolo) come Jain Agamas. Si ritiene che i testi, trasmessi oralmente dai monaci Jain, siano stati in gran parte persi intorno al 1º secolo (quando furono scritti per la prima volta). Le versioni sopravvissute degli Agama insegnate da Mahavira sono alcuni dei testi di base del Giainismo.
Mahavira è solitamente raffigurato in una posizione meditativa seduta o in piedi, con il simbolo di un leone sotto di lui. La sua prima iconografia proviene da siti archeologici nella città di Mathura, vicino Agra, ed è datata dal I secolo aC al II secolo d.C. La sua nascita è celebrata come Mahavir Jayanti, e il suo nirvana è osservato da Jains come Diwali.

## Biografia
È uno dei più grandi maestri spirituali indiani, figlio di Siddhārtha, re di Kuṇḍapura (Baskund) nei pressi di Vaiśālī (Besāṛh) nello Stato del Bihar, e della sua consorte Triśalā: l'embrione del futuro maestro fu però per opera divina trasferito dal grembo di Devānandā, donna di casta brahmanica, affinché si realizzasse quanto riportato da Kalpasūtra, Jinacaritra 17-18 secondo cui il futuro Tīrthaṃkara doveva nascere in famiglia regale e nobile. Il suo concepimento e la sua nascita sono accompagnati da segni premonitori e messaggi augurali dal significato simbolico.
Non è chiaro quando intraprese la via dell’ascesi ma i suoi genitori erano seguaci del saggio Pārśva che i giainisti intendono come il ventitreesimo Tīrthaṃkara. Secondo una tradizione prima di diventare asceta visse in pieno una vita da capofamiglia ed ebbe anche una figlia: solo dopo la morte dei genitori intraprese la via ascetica. Questa leggenda sembra però tratteggiare la vita di Jina un po’ sul modello della biografia del Buddha e un po’ in linea con la tradizione brahmanica dei quattro stadi della vita.
All’incirca a trent’anni dunque scelse di intraprendere un duro cammino spirituale fatto di rinuncia e di ascesi. Si espose nudo alle intemperie e alle fiere, vagò per le foreste e le lande desolate mortificando il proprio corpo e i propri desideri poi, verso i quarant’anni ottenne la conoscenza assoluta, l’onniscienza diventando un kevalin (onnisciente) e guadagnandosi il titolo di jina, il “vincitore delle passioni”. Viaggiò quindi di villaggio in villaggio predicando la propria dottrina e all’età di settantadue anni passò nello stato di nirvaṇa, secondo alcune tradizioni lasciandosi morire di inedia secondo la pratica del saṃlekhana, ancora in tempi recenti praticata dai giainisti.